# بورچا

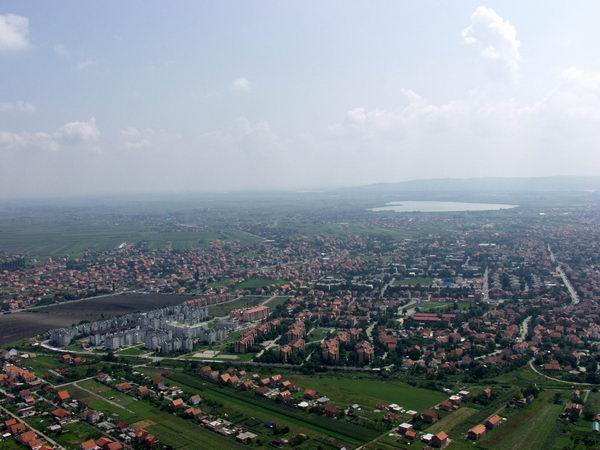
نمایی از شهر بورچا در کشور صربستان

بورچا (به صربی: Борча) شهری در استان زنتراصربین کشور صربستان است که جمعیت آن در سال ۲۰۰۶ میلادی ۳۶٫۰۴۴ نفر بوده‌است.